# Hindi Zahra
Hindi Zahra, pseudonimo di Zahra Hindi (in berbero: ⵀⵉⵏⴷⵉ ⵣⴰⵀⵕⴰ; in arabo هندي زهرة‎?, Hindī Zahra; Khouribga, 20 giugno 1979), è una cantante e attrice marocchina naturalizzata francese.

## Biografia
Nata a Khouribga, in Marocco, da una famiglia di etnia berbera, si trasferisce a Parigi, in Francia, all'età di 15 anni. Nel 2009 esordisce con un EP eponimo. Nel gennaio 2010 pubblica il suo primo album per l'etichetta Blue Note Records, Handmade, che raggiunge la posizione #17 della classifica francese. Il videoclip del brano Beautiful Tango è diretto da Tony Gatlif. Nel novembre dello stesso anno vince il Prix Constantin.
Nel 2014 debutta nel mondo del cinema, partecipando al film Il padre, diretto da Fatih Akın.

## Discografia
Album
- 2010 - Handmade (edizione deluxe 2011)
- 2015 - Homeland (Hindi Zahra)

EP
- 2009 - Hindi Zahra
- 2011 - Until the Next Journey

## Filmografia
- Il padre (The Cut), regia di Fatih Akın (2014)
- The Narrow Frame of Midnight, regia di Tala Hadid (2014)